# Paal Fjeldstad
Paal Fjeldstad (11 febbraio 1962) è un ex calciatore norvegese, di ruolo centrocampista.

## Carriera

### Club
Fjeldstad vestì la maglia del Bryne nel 1979, dal 1981 al 1983 e dal 1985 al 1990. Dal 1979 al 1980 fu in forza al Brann, così come dal 1983 al 1984.

### Nazionale
Conta 6 presenze con 2 reti per la Norvegia under 21. Esordì il 27 aprile 1982, realizzando una doppietta ai danni della Finlandia under 21 e contribuendo al successo per 3-1 della selezione norvegese.